# فولفغانغ بهرندت
فولفغانغ بهرندت (بالألمانية: Wolfgang Behrendt)‏ (مواليد 14 يونيو 1936) هو ملاكم ألماني، مثّل بلاده في الألعاب الأولمبية الصيفية 1956.

## روابط خارجية
فولفغانغ بهرندت على موقع أوليمبيديا (الإنجليزية)